# Boltiere
Boltiere är en ort och kommun i provinsen Bergamo i regionen Lombardiet i Italien. Kommunen hade 6 176 invånare (2018).